# 結城しのぶ
結城 しのぶ（ゆうき しのぶ、1953年11月25日 - ）は、日本の女優。血液型はA型。本名：宇佐見喜代子。
千葉県松戸市出身。和洋女子大学中退。藤竜也事務所、オフィスAT、青年座映画放送（2004年4月1日 - 2006年1月31日）、アンテーヌに所属していた。
身長158cm。B80cm、W58cm、H86cm（1975年9月）。

## 人物
幼少時より女優に憧れ、1972年に和洋女子大学に入学するが、文学座養成所を受験して合格したことにより、大学1年時に中退する。文学座に2か月通ったが、新劇が肌に合わずに辞め、東宝現代劇の第17期生となる。
1973年、『湯葉』 (芸術座) で初舞台を踏んで浜木綿子の娘役を演じ、1974年1月には『喜和』で若尾文子の娘役を演じ、大きな期待を寄せられるが、いろいろ悩んだ末に舞台を続ける自信をなくし、劇団を辞める。同年、『大岡越前』第4部（TBS）で本格的にデビューした。当時の紹介記事では「今はまだ必死で、監督の言う通りに動くだけですが、将来は内面的な芝居ができるようになりたいです」と述べている。1975年3月、星野事務所に移籍。
1975年、『新・坊っちゃん』（NHK）に、ギラン・バレー症候群で降板した大原麗子の代役としてマドンナ役で出演し、清純派女優として注目される。大原の急な降板で代役に挙がった目ぼしい女優はスケジュールが決まっていたため、急遽新人のオーデイションが行われ、結城が抜擢された。以後、『火の国に』（NHK）、『嫁だいこん』（フジテレビ）などのテレビドラマに出演した。『真夜中のヒーロー』（1980年）では薄幸な女性や悪女役を演じた。
1978年、『正午なり』で映画で初出演。以後、1979年の『蘇える金狼』（角川映画）などに出演した。
学生時代は陸上競技（短距離）、バレーボールをやっていた。
特技は、手話、乗馬。茶道。
出産後、芸能活動を10年間休止。2000年から芸能界に復帰していたが、2016年以降再び出演が途絶えている。

## 出演

### テレビドラマ
NHK
- 新・坊っちゃん（1975年 - 1976年） - マドンナ 役
- 火の国に（1976年）
- 日本巌窟王（1979年） - 千草太夫 役
- 大河ドラマ
  - 草燃える（1979年） - 亀の前 役
  - 元禄繚乱（1999年） - 岡島タキ 役
- 御宿かわせみ「江戸の怪猫」（1981年）
- サイレント・プア（2014年） - 宮部和歌子（木下の実妹） 役

NTV
- 伝七捕物帳
  - 第131話「かりそめの愛のかたみ」（1976年） - お俊 役
  - 第138話「義母の心 娘知らず」（1977年） - おくみ 役
- 桃太郎侍
  - 第13話「裏のうらは裏だった」（1976年） - お房 役
  - 第121話「すずめの剣術修業」（1978年） - 有賀香織 役
- 太陽にほえろ!
  - 第235話「刑事の娘が嫁ぐとき」（1977年） - 桜木とも子 役
  - 第291話「トラック刑事」（1978年） - 笹原史子 役
  - 第322話「誤射」（1978年） - 加藤ユミ 役
- 新五捕物帳
  - 第83話「愛の絆の嫁と姑」（1979年）
- 探偵物語 第23話「夕陽に赤い血を!」（1980年） - 夕子
- 真夜中のヒーロー（1980年）
- 右門捕物帖 第24話「大川恋唄」（1983年）
- 事件記者チャボ! 第7話「チャボが結婚サギ 冗談でしょう」（1983年）
- 長七郎江戸日記 第1シリーズ 第15話「通りゃんせ小太郎」（1983年） - おてい 役
- 火曜サスペンス劇場
  - 妄執の女（1984年） - 池田晃子 役
  - 鉄の串（1986年）
  - 松本清張スペシャル 渡された場面（1987年） - 越智達雄の妻
  - 街の医者・神山治郎 第9作（2005年） - 鳴海潤子 役
  - 事件記者・三上雄太 第3作（2005年） - 竹之内美和 役
- 刑事物語'85 第3話「裏口入学殺人事件」（1985年）
- 勝手にしやがれヘイ!ブラザー（1990年）
- 悪女（1992年） - 夏目課長 役
- 心療内科医・涼子（1997年） - 須藤芙美子 役
- P.A.（1998年） - 川村雅江 役
- 蘇える金狼（1999年）

TBS
- 大岡越前 第4部（1974年 - 1975年） - おはな 役
- 刑事くん 第3部 第37話「鉄男のお嫁さん!?」（1975年） - 坂田圭子 役
- 水戸黄門 第6部 第20話「若者の恋 -和歌山-」（1975年） - 根来由紀 役
- 七人の刑事 第3シーズン 第4話「ひとりぼっちのビートルズ」（1978年）
- 明日の刑事 第55話「一緒に住もうよお母さん」（1978年）
- 熱い嵐（1979年） - 小菊 役
- Gメン'75
  - 第206話「催眠術殺人事件」（1979年） - 玉井栄子 役
  - 第242話「美女たちの密室殺人」（1980年） - 増田きよ 役
  - 第253話「白バイに乗った暗殺者たち」、第254話「警視庁の女スパイ」（1980年） - 広瀬雅代 役
- ホンカン冬の陣　うちのホンカン-PART-V-（1981年）
- 土曜日曜月曜（1981年） - 中村和代 役
- ポーラテレビ小説 / 発車オーライ（1981年） - 清水菊乃 役
- ザ・サスペンス
  - 第25作「娘たちの復讐・日本国憲法殺人事件」（1982年）
  - 第95作「京都・北陸殺人紀行」（1984年）
  - 第126作「戦後最大の殺人鬼・勝田清孝に間違えられた男」（1984年）
- はじめての情事（1983年） - 中西陽子 役
- 鬼龍院花子の生涯（1984年） - つる 役
- うちの子にかぎって…（1985年） - 加納亜希子 役
- 子供が見てるでしょ!（1985年） - 森田葉月 役
- こちら本池上署（2005年） - 佐久間みどり 役
- 文學の唄 恋する日曜日（2005年） - 皆川悦子 役
- 東京スカーレット〜警視庁NS係（2014年） - 井上君子 役
- 月曜ゴールデン / ヤメ刑探偵 加賀美塔子　第3作（2015年） - 景浦美弥子 役

CX
- 嫁だいこん（1976年） - 島本春子 役
- 同心部屋御用帳 江戸の旋風III
  - 第18話「姉妹芸者」（1977年）
  - 第38話「隅田の風呂船」（1978年）
- 華麗なる刑事 第7話「銃弾の男よ、妹の声を聞け」（1977年）
- 青春の甘き香り （1977年） - 幸田正子 役
- 銭形平次
  - 第607話「岡っ引きの女房」（1978年） - おとよ 役
  - 第687話「潮騒を聞く女」（1979年） - おふさ 役
  - 第742話「眠りからくり」（1980年） - お涼 役
  - 第803話「偽証」（1982年） - おふさ 役
- 大空港（1979年） - 滝井由美 役
- 騎馬奉行 第8話「処女の背中に彫った秘密」（1979年）
- 本郷菊坂赤門通り（1981年） - 吉永雪子 役
- 闇を斬れ（1981年、KTV）
  - 第14話「妻恋い逃亡・男でない男」 - 安西政（お政） 役
  - 第18話「おんなの罠」
- 花ホテル（1983年）
- 金曜エンタテイメント / OL三人旅シリーズ 第2作（1991年） - 津山令子 役
- 金曜プレステージ / ドクター小石の事件カルテ 第6作（2009年） - 松金咲子 役

NET→ANB→EX
- 破れ傘刀舟 悪人狩り 第83話「黒の追跡」（1976年） - 梢 役
- 遠山の金さん
  - 第1シリーズ 第38話「消えた姫君を追え!!」（1976年）
  - 第2シリーズ 第28話「地獄極楽 蛇の目傘」（1979年） - おゆう 役
- 人形佐七捕物帳 第31話「捕物くらべ西東」（1977年） - お玉 役
- 江戸の鷹 御用部屋犯科帖 第2話「黒い沼の悪を斬る!」（1978年）
- 達磨大助事件帳 第28話「大川端に散った恋」（1978年） - おゆみ 役
- 必殺シリーズ
  - 江戸プロフェッショナル・必殺商売人 第20話「花嫁に迫る舅の横恋慕」（1978年） - お美代 役
  - 必殺仕事人 第2話「主水おびえる! 闇に光る目は誰か?」（1979年） - おゆき 役
- 緑の夢を見ませんか?（1978年）
- 特捜最前線
  - 第70話「スパイ衛星が落ちた海!」（1978年）
  - 第83話「凶悪のラブハンター!」（1978年）
  - 第112話「赤い殺意を飼う女!」（1979年）
  - 第339話「愛を裏切った女!」（1983年）
  - 第457話「終着駅の女II 上野駅・徳永礼子の犯罪!」（1986年） - 山崎英子 役
- 若さま侍捕物帳 第12話「参上!! 女岡っ引」（1978年）
- 鉄道公安官 第4話「さらば、友よ…」（1979年） - 北野しのぶ 役
- 長七郎天下ご免! 第1話「日本晴れ大江戸囃子」（1979年） - 沙織 役
- 土曜ワイド劇場
  - 江戸川乱歩の美女シリーズ 「大時計の美女」（1979年） - 野末秋子 役/和田ぎん 役
  - 三毛猫ホームズシリーズ
    - 三毛猫ホームズの推理（1979年） - 波多野靖子 役
    - 三毛猫ホームズの運動会（1983年） - 吉田敏江 役

  - 三十六人の乗客（1980年）
  - 超高層ホテル殺人事件 空白のアリバイ（1982年） - 是成友紀子 役
  - 信濃のコロンボ事件ファイル（1982年） - 浜野理絵 役
  - 森村誠一の侵略夫人（1984年）- 佐倉初枝 役
  - 考古学者シリーズ 第5作「未亡人殺し」（1986年） - 沢田富枝 役
  - 白銀のみちのく幽霊殺人（1986年） - 柳沢美佐代 役
  - 探偵・神津恭介の殺人推理 第6作（1987年） - 漆田香子 役
  - 女弁護士 朝吹里矢子 第11作（1989年） - 北島恭子 役
  - 法医学教室の事件ファイル 第9作（1998年） - 井上頼子 役
  - 作家 小日向鋭介の推理日記 第2作（1999年） - 冬木しのぶ 役
  - おとり捜査官・北見志穂 第3作（1999年） - 如月敏江 役
  - 牟田刑事官VS終着駅の牛尾刑事そして事件記者冴子 第5作（2005年）
  - 西村京太郎トラベルミステリー 第52作（2009年） - 三宅文子 役
- 非情のライセンス 第3シリーズ 第17話「兇悪のグラビア・警視庁を売るOL」（1980年） - 直子
- さらば女ともだち（1983年） - 幾子
- 私鉄沿線97分署 第46話「捜査しながらボランティア!?」（1985年） - 小林朝子 役
- 遠山の金さんII 第3話「真珠の女・青い海が泣いてます!」（1985年）
- 月曜ワイド劇場 / 見込み違い夫婦（1985年） - 美知子 役
- さすらい刑事旅情編 第2シリーズ 第5話「L特急踊り子・七回忌で再会した女」（1989年）
- 犬神家の一族（1990年） - 宮川香琴 役
- はぐれ刑事純情派 第4シリーズ 第4話「馬券を買う人妻」（1991年） - 野上セツ子 役
- はみだし刑事情熱系（2000年） - 霧島律子 役
- 相棒 Season2 第6話「殺してくれとアイツは言った」（2003年11月19日） - 菅原珠江 役
- おみやさん（2004年） - 山岡智子 役

東京12チャンネル→テレビ東京
- 大江戸捜査網
  - 第274話「危機一髪・殺しの切札」（1977年） - 小春 役
  - 第308話「鉄火芸者 涙の勇み肌」（1977年） - おみつ 役
  - 第336話「鉄火娘 怒りの一番纏」（1978年） - 〆香（おみつ） 役
- 日本名作怪談劇場 第7話「怪談 玉菊燈籠」（1979年）- 玉菊
- 若き血に燃ゆる〜福沢諭吉と明治の群像（1984年）
- 風雲 柳生武芸帳（1985年） - 紫 役
- 水曜ミステリー9 / 旅行作家・茶屋次郎 第5作（2005年） - 君島恵子 役

### 映画
- 正午なり（1978年）
- 乱れからくり（1979年） - 馬割香尾里 役
- 蘇える金狼（1979年） - 牧雪子 役
- 天使を誘惑（1979年） - 寺西フミ子 役
- 天使の欲望（1979年） - 松沢涼子 役
- 夢一族 ザ・らいばる（1979年） - リリー花岡 役
- ミスターどん兵衛（1980年） - 清純女優・小竹かおり 役
- 菩提樹 リンデンバウム（1988年） - 佐伯瑶子 役
- 惚れたらあかん 代紋の掟（1999年） - 小田三和 役
- 新・雪国（2002年）
- 呪怨2（2003年） - 石倉薫 役
- ヒーローショー（2010年） - 石川ゆり（勇気の母） 役

### 吹き替え
- ザ・フライ/ハエ男の恐怖（ヘレン・ドランブル〈パトリシア・オーウェンズ〉）※日本テレビ版
- シャクルトン/南極海からの脱出（エミリー・シャクルトン）
- シャーロック・ホームズの冒険・四人の署名（メアリー・モースタン）

## ディスコグラフィ

### シングル
1. だけど奥飛騨いきどまり（1979年11月）
  - 作詞：白石ありす  / 作曲：福留順一 / 編曲：大村雅朗

（c/w 私語（ささやき））
2. 天井川（1980年5月25日）
  - 作詞：白石ありす  / 作曲：福留順一 / 編曲：大村雅朗

（c/w 夏泊半島）

### オリジナル・アルバム
- 未知案内（1980年1月）

## 著書
- 明るい母子家庭宣言－ステキに過保護したい（2001年、冬青社） ISBN 4-924-72593-5